# Balearerna
Balearerna eller Baleariska öarna (katalanska Illes Balears, spanska Islas Baleares) är en spansk ögrupp och autonom region belägen i västra Medelhavet. Den autonoma regionen består av en enda provins med samma namn. Palma de Mallorca är huvudort för både provins och region.

## Öarna i ögruppen
I ögruppen, som är ett stort turistmål, ingår fyra öar och ett antal mindre. Den största av de mindre öarna är Cabrera.
| Karta | Flygfoto | Flagga | Namn                            | Yta       | Invånare | Huvudort                    |
| ----- | -------- | ------ | ------------------------------- | --------- | -------- | --------------------------- |
|       |          |        | Mallorca (katalanska: Mallorca) | 3 667 km² | 859 289  | Palma de Mallorca           |
|       |          |        | Menorca (Menorca)               | 692 km²   | 91 601   | Mahón (Maó)                 |
|       |          |        | Ibiza (Eivissa)                 | 577 km²   | 142 065  | Ibiza (Eivissa)             |
|       |          |        | Formentera (Formentera)         | 83 km²    | 12 280   | Sant Francesc de Formentera |
|       |          |        | Cabrera (Cabrera)               | 11 km²    | 20       |                             |

Ibiza och Formentera i sydväst bildar tillsammans den lilla ögruppen Pityuserna. Öarna i öster – främst Mallorca och Menorca – sägs då tillsammans bilda ögruppen Illes Gimnésies, de "gimnesiska öarna".

## Historia
Balearerna befolkades troligen cirka 9000 f.Kr. Under 2000 f.Kr. ökade handel och kontakter med Spanien och bronsföremål importerades. När bronsåldern gick mot sitt slut fanns här balear- eller talayotkulturen. Denna kultur fanns i viss mån kvar fram tills romarna erövrade öarna 121 f.Kr. Efter romarna kom vandalkungen Geiserik på 400-talet och använde öarna som bas för sjöröveri. Kejsar Justinianus återtog öarna med sin flotta, och öarna var i trehundra år under bysantinskt styre tills de erövrades av morerna 798. 1075-1115 och 1131-1202 utgjorde Balearerna ett eget muslimskt rike. 1229 erövrades Balearerna av Aragonien men tillhörde 1276-1343 kungariket Mallorca, styrt av en gren av det aragonska kungahuset. Det ingick senare i Spanien. Öarna tillföll Storbritannien i freden i Utrecht 1713, men efter freden i Paris 1783 återgick de i spansk ägo.
Under revolutionskrigen kom Balearerna att kontrolleras av franska trupper men erövrades 1798 av Storbritannien, som fram till 1802 höll öarna ockuperade, innan de återlämnades till Spanien.

## Geografi

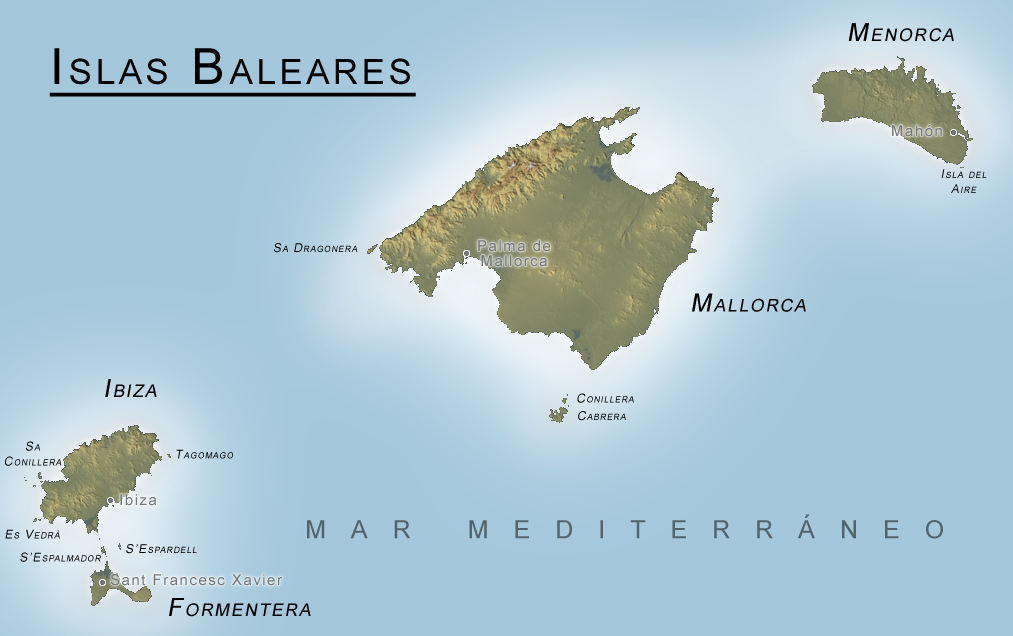
Balearerna

Balearerna kan geologiskt betraktas som en fortsättning av Betiska kordiljäran på Iberiska halvön. Öarna, som ligger mellan 8 och 30 mil från Spaniens kust, delas från fastlandet av ett havsdjup på omkring 1 500 meter. Balearerna består av mer än 100 klippöar, men de största öarna är Mallorca med Cabrera och Illa Dragonera, Menorca, Ibiza och Formentera. Ibiza och Formentera bildade under medeltiden en egen ögrupp under namnet Pityuserna (katalanska: Illes Pitiüses), en benämning som fortfarande används.
Klimatet är mycket milt och torrt. Terrängen består av kullar, högplatåer och lågland. Förutom Menorca, som har stora slätter, är öarna höglänta. Mallorca och Ibiza är kuperade med stora skogsområden.

## Språk
Officiellt språk är, i enlighet med statuten om autonoma regioner, förutom spanska även katalanska. Ett diskrimineringsskydd finns för användningen och lärandet av språken. Dialekterna av katalanskan som talas på Balearerna är mallorkinska (mallorquí), menorkinska (menorquí) och eivissenska (eivissenc) – alla tre varianter av baleariska.

## Etymologi
Enligt de flesta forskare härstammar Balearerna från indoeuropeiska bhel som gett de svenska orden boll, balle. Nämligen utvecklade de tidiga invånarna på ögruppen stenslungning till ett mycket effektivt vapen för jakt och försvar. Erövrare, t ex romare, fick bittert känna på balearernas (stenslungarnas) ”bollar”, dvs rundade stenar. Konsten att slunga sten med precision lever kvar in i våra dagar med lokala turneringar i stenslungning.

## Utbildning
På Balearerna finns det 394 skolor, varav 263 statligt ägda. 112 skolor bedrivs på entreprenad och 20 skolor är helt privata. Under skolåret 2002-2003 gick omkring 150 000 elever i skolan. Utöver dessa finns 17 olika typer av vuxenutbildningar på Balearerna. Vid sidan av det nationella universitetet med distansutbildning (UNED) har det baleariska universitetet (UIB) flera naturtekniska och teoretiska vetenskapsutbildningar. Under akademikeråret 2002-2003 var 14 323 studenter registrerade inom 15 olika studentorganisationer inom UIB. Sedan 1995 ligger även Balearernas hotellchefsutbildning inom UIB i Palma.